# Júnior Caiçara
Uilson de Souza Paula Júnior (São Paulo, Brasil, 27 de abril de 1989), conocido como Júnior Caiçara, es un futbolista brasileño que juega como defensa en el E. C. Santo André del Campeonato Brasileño de Serie D.

## Carrera

### Santo André y préstamos
El primer club profesional de Caiçara es el Santo André. En 2009, fue cedido al equipo brasileño CS Alagoano, pero no jugó ningún partido de liga. En 2010 fue enviado a préstamo al América-SP, donde hizo su debut en la liga el 14 de enero contra el São Bento.
En verano de 2010 se fue cedido al Gil Vicente en Portugal. Hizo su debut el 29 de agosto contra Trofense en la Segunda División de Portugal. Ayudó a su equipo a ganar la promoción en la Primeira Liga y jugó con el equipo en su regreso en Primeira Liga.

### Ludogorets Razgrad
Después de jugar dos temporadas para el Gil Vicente en Portugal, firmó con el Ludogorets Razgrad el 5 de junio de 2012. Firmó un contrato de tres años y se le asignó el dorsal número 80.
El 11 de julio, debutó con el club con un gol y un trofeo. Él abrió el marcador en la Supercopa de Bulgaria 2012 contra Lokomotiv Plovdiv, el partido terminó 3-1 para el Ludogorets. El 18 de julio, hizo su debut europeo contra el Dinamo Zagreb en la segunda ronda previa de la Liga de Campeones de la UEFA. Luego hizo su debut en la A PFG, jugando los 90 minutos en una victoria por 3-0 sobre el Cherno More Varna el 11 de agosto. Se estableció rápidamente como primera opción el lateral derecho del Ludogorets, jugando 28 partidos en la liga durante su campaña de debut en Bulgaria. Recogió su primera medalla de ganador de la A PFG al final de la temporada 2012-13.
El 12 de diciembre de 2014 se anunció que firmó un nuevo contrato de dos años que lo mantendría en el club hasta 2017.

### Schalke 04
El 28 de mayo de 2015 el Schalke 04 lo invitó a Gelsenkirchen, sin permiso del Ludogorets. El futbolista se disculpó por sus acciones; al final terminó firmando con el club un contrato de 3 años.

## Clubes
| Club                       | País     | Año       |
| -------------------------- | -------- | --------- |
| E. C. Santo André          | Brasil   | 2008-2012 |
| C. S. Alagoano (cedido)    | Brasil   | 2009      |
| América-SP (cedido)        | Brasil   | 2010      |
| Gil Vicente F. C. (cedido) | Portugal | 2010-2012 |
| Ludogorets Razgrad         | Bulgaria | 2012-2015 |
| F. C. Schalke 04           | Alemania | 2015-2017 |
| Estambul Başakşehir F. K.  | Turquía  | 2017-2023 |
| Santos F. C.               | Brasil   | 2023      |
| E. C. Santo André          | Brasil   | 2024-     |

## Palmarés

### Títulos nacionales
| Título                       | Club                      | País     | Año     |
| ---------------------------- | ------------------------- | -------- | ------- |
| Segunda División de Portugal | Gil Vicente F. C.         | Portugal | 2010-11 |
| Supercopa de Bulgaria        | Ludogorets Razgrad        | Bulgaria | 2012    |
| A PFG                        | Ludogorets Razgrad        | Bulgaria | 2012-13 |
| A PFG                        | Ludogorets Razgrad        | Bulgaria | 2013-14 |
| Copa de Bulgaria             | Ludogorets Razgrad        | Bulgaria | 2013-14 |
| A PFG                        | Ludogorets Razgrad        | Bulgaria | 2014-15 |
| Superliga de Turquía         | Estambul Başakşehir F. K. | Turquía  | 2019-20 |